# 岡島商店
株式会社岡島商店（おかじましょうてん）は、本社を北海道小樽市色内1-6-14に置く医薬品の卸売・小売を中心とする日本の企業であった。現在はスズケンである。

## 概要
- 代表取締役社長　岡島直宣
- 資本金　1,400万円

## 沿革
- 1949年8月創業
- 1989年11月「秋山愛生舘」に営業権を譲渡し「札幌厚別営業所」として発足

## 昭和52年北海道医薬品卸商業組合・28社
- (株)秋山愛生舘
- (株)東商店
- いわしや薬品(名)
- (株)岩堀商店
- 大島薬品(株)
- 大槻中央薬品(株)
- (株)丸元岡島商店
- (株)丸一斉藤商店
- 白崎薬品(株)
- (株)寿原薬粧
- (株)寿美薬局
- 高木薬品(株)
- (株)高橋薬局
- 多田薬品(株)
- 谷黒太陽堂(株)
- 丸富土屋薬品(株)
- 東洋(名)
- 同立薬品工業(株)
- 中山薬品商会
- 西田薬品(株)
- ふじい薬局
- ホシ伊藤(株)
- 北海製薬(株)
- 北海道薬品(株)
- 眞鍋薬品(株)
- (株)眞鍋若松堂
- (株)モロオ
- 一の山形薬業(株)

## 営業所
- 北海道：札幌市

## 主な取引メーカー
- 武田薬品
- 山之内製薬
- 第一製薬
- 塩野義製薬
- 鳥居薬品
- 田辺製薬